# Mañana será otro día
Mañana será otro día es una telenovela mexicana dirigida por Carlos David Ortigoza producida por Ernesto Alonso para la cadena Televisa entre 1976 y 1977. Fue protagonizada por Jacqueline Andere, Carlos Bracho y Jorge Vargas, con las actuaciones antagónicas de Susana Alexander y Valentín Trujillo y las actuaciones estelares de Verónica Castro, Helena Rojo, Víctor Junco, María Rubio, Bertha Moss, Martín Cortés y Enrique Novi.

## Sinopsis
La historia comienza en los años 50 en Puerto Vallarta. Mariana de la Riva es una bella joven que vive con su padre, el altivo y millonario Don Alfonso; su madre Doña Consuelo; su tía Virginia y su hermana Patricia, quien siente una gran envidia hacia su hermana. Un día llega al puerto Arturo Ramírez, un nuevo rico con intenciones de convertirlo en un gran balneario vacacional. Mariana se enamora de él, pero él la seduce y embaraza para después dejarla por una condesa italiana.
Don Alfonso al saber que su hija está embarazada, la echa de la casa. Mariana abandona Puerto Vallarta y se dirige a Ciudad de México, donde da a luz a su hijo. Un día, visitando la Iglesia con su bebé, sufre un desmayo. Al despertar, descubre que su hijo ha desaparecido. Es entonces cuando Mariana dedicará gran parte de su vida a buscarlo, mientras se ocupa de cuidar niños huérfanos. El hijo de Mariana va a parar a un orfanato donde recibe el nombre de Roberto Lorenzana.
Pasan los años, Roberto ha crecido, y él y su amigo Carlos dejan el orfanato y salen a recorrer el mundo. Así es como se encuentran con Mariana y con Sofía, la hija que Arturo tuvo con Paola, su esposa italiana que después de dar a luz, enloqueció. Sofía y Roberto congenian sin saber que son hermanos. Así mismo, Arturo, arrepentido quiere volver con Mariana y para ello, le paga a un muchacho para que se haga pasar por su hijo perdido, y así conseguir el afecto y la gratitud de ella.

## Elenco
- Jacqueline Andere - Mariana de la Riva
- Jorge Vargas - Arturo Ramírez
- Valentín Trujillo - Roberto Lorenzana
- Susana Alexander - Sofía Ramírez
- Verónica Castro - Gabriela
- Nelly Meden - Patricia de la Riva
- Eduardo Fajardo - Don Alfonso de la Riva
- Rebeca Iturbide - Doña Consuelo de la Riva
- Helena Rojo - Paola
- Víctor Junco - Juan Ramírez
- Bertha Moss - Hortensia Ramírez
- María Rubio - Olivia
- Carlos Bracho - Armando
- Martín Cortés - Carlos
- Rosario Granados - Virginia
- Zoila Quiñones - Helenita
- María Fernanda Ayensa - Patricia (niña)
- Agustín Sauret - Fernando
- Enrique Novi - Felipe
- Marty Cosens - Rubén
- Alfredo Leal - Rafael
- Héctor Sáez - Manuel
- Daniel Santalucía - Guillermo
- María Eugenia Ríos - Esperanza
- Angelita Castany - Yolanda
- Tito Junco - Alfonso
- Ignacio Rubiell - Nacho
- Alejandra Meyer
- Zaide Silvia Gutiérrez

## Adaptaciones
- La cadena brasileña SBT realizó una adaptación con el nombre de "A Força do Amor" en 1982, protagonizada por Pauto Castelli y Angelina Muniz.

### Relacionados
- En 2018, el productor Carlos Moreno Laguillo realizó una telenovela con un título similar, pero basada en la telenovela chilena de 2009 Cuenta conmigo.